# Чанкылькы (приток Вэттылькы)
Чанкылькы (устар. Чангыль-Кы) — река в России, протекает по территории Ямало-Ненецкого автономного округа. Устье реки находится в 129 км по левому берегу реки Вэттылькы. Длина реки составляет 32 км.

## Данные водного реестра
По данным государственного водного реестра России относится к Нижнеобскому бассейновому округу, водохозяйственный участок реки — Таз. Речной бассейн реки — Таз.
Код объекта в государственном водном реестре — 15050000112115300065871.